# Parker (Pennsilvània)
Parker és una població dels Estats Units a l'estat de Pennsilvània. Segons el cens del U.S. Census Estimate, 2000 tenia una població d'habitants.

## Demografia
Segons el cens del 2000, Parker tenia 799 habitants, 309 habitatges, i 221 famílies. La densitat de població era de 280,5 habitants/km².
Dels 309 habitatges en un 32,4% hi vivien nens de menys de 18 anys, en un 58,9% hi vivien parelles casades, en un 8,7% dones solteres, i en un 28,2% no eren unitats familiars. En el 25,2% dels habitatges hi vivien persones soles el 15,9% de les quals corresponia a persones de 65 anys o més que vivien soles. El nombre mitjà de persones vivint en cada habitatge era de 2,59 i el nombre mitjà de persones que vivien en cada família era de 3,09.
Per edats la població es repartia de la següent manera: un 26% tenia menys de 18 anys, un 10,1% entre 18 i 24, un 26% entre 25 i 44, un 21,2% de 45 a 60 i un 16,6% 65 anys o més.
L'edat mediana era de 36 anys. Per cada 100 dones de 18 o més anys hi havia 89,4 homes.
La renda mediana per habitatge era de 29.844 $ i la renda mediana per família de 35.250 $. Els homes tenien una renda mediana de 28.750 $ mentre que les dones 21.875 $. La renda per capita de la població era de 14.627 $. Entorn del 10,2% de les famílies i el 9,8% de la població estaven per davall del llindar de pobresa.

## Poblacions més properes
El següent diagrama mostra les poblacions més properes.